# Большие деньги (фильм, 2010)
«Большие деньги» (англ. Cash) — американский независимый криминальный триллер 2010 года режиссёра Стивена Андерсона.

## Сюжет
Когда Сэм Фелан проезжал под одним из мостов Чикаго, на капот его старого автомобиля неожиданно падает чемодан полный денег, который выбросили из другого автомобиля, преследуемого полицией. Сэм и его жена, Лесли, начинают тратить деньги, «упавшие с неба». Они погашают задолженность в банке и покупают новую машину. Однако жадный бандит Пайк Кубик имеет совсем другие планы. Он сделает всё возможное, чтобы с точностью до цента вернуть растраченные деньги.

## В Ролях
| Актёр            | Роль                    |
| ---------------- | ----------------------- |
| Шон Бин          | Пайк Кубик / Риз Кубик  |
| Крис Хемсворт    | Сэм Фелан               |
| Виктория Профета | Лесли Фелан             |
| Майк Старр       | Мелвин Голдберг         |
| Гленн Пламмер    | Гленн Сантехник         |
| Майкл Мэнтелл    | Мистер Дейл             |
| Энтони Теккек    | Бахадуртит Тетиндерприт |
| Пегги Родер      | Мама Лесли              |

## Релиз
В Великобритании фильм вышел на DVD 1 марта 2010 года. В США фильм вышел в ограниченном прокате	26 марта 2010 года.

## Музыка
В фильме звучат песни известного музыканта, певца, автора песен и продюсера Джима Бьянко (Jim Bianco), живущего в Лос-Анджелесе, штат Калифорния. Фильм начинается песней «I've Got a Thing for You» и заканчивается песней «To Hell With the Devil» с его альбома «Sing».